# José María Ortiz de Mendíbil Monasterio
José María Ortiz de Mendíbil Monasterio (11 d'agost de 1926 - 15 de setembre de 2015), va ser un àrbitre de futbol basc, actiu des de 1953 fins a 1973. Va ser l'àrbitre de la repetició de la final de l'Eurocopa de 1968.

## Vida i carrera professional
Mendíbil va néixer a Portugalete, País Basc.
Durant les seves 18 temporades a la primera divisió, entre 1953 i 1954 i 1972 i 1973, va dirigir 241 partits de lliga. Va ser ascendit a l'estatus internacional les temporades 1958 i 1959, i s'hi va estar fins al final de la seva carrera. Va ser l'àrbitre del partit en què l'Inter de Milà va derrotar el Liverpool FC per 3-0 a la tornada de les semifinals de la Copa d'Europa de 1965 en un partit controvertit que posteriorment va donar peu a acusacions que havia acceptat suborns per facilitar la victòria de l'Inter de Milà. El seu arbitratge fou polèmic en un Clàssic al Bernabéu el 20 de novembre de 1966, en què Ortiz de Mendibil va allargar fins al minut 99 sense raó aparent un partit que al 90 anava 0-0, i el Madrid va acabar guanyant amb un gol de Veloso; el partit va comportar que el Barça recusés l'àrbitre durant un any.
El 24 de maig de 1972 va dirigir la final de la Recopa d'Europa que es va jugar al Camp Nou de Barcelona. El partit entre el Rangers d'Escòcia i el Dynamo de Moscou de Rússia va ser emocionant amb cinc gols, i els Rangers van acabar guanyant per 3-2.
En la seva jubilació, va ser soci a la UEFA i pioner a Espanya amb els programes de TVE, on va treballar durant 5 anys, a part de col·laborar en programes de la Cadena SER i Tele Bilbao. Va morir a Algorta, el setembre de 2015.